# Cojoba longipendula
Cojoba longipendula là một loài thực vật có hoa trong họ Đậu. Loài này được (Forero & A.H. Gentry) Forero & C. Romero mô tả khoa học đầu tiên năm 2009.